# Бреј (острво)
Острво Бреј (енгл. Bray Island) је једно од острва у канадском арктичком архипелагу.
Налази се уз јужну обалу Бафинове земље. Острво је у саставу канадске територије Нунавут.
Површина износи око 689 km².
Острво је ненасељено.